# Niccola Palma
Niccola Palma (Campli, 28 luglio 1777 – Teramo, 20 ottobre 1840) è stato un presbitero, storiografo e storico italiano.

## Biografia
Niccola Palma è "considerato il maggior storico della Provincia di Teramo" grazie alla sua principale opera, la Storia ecclesiastica e civile della regione più settentrionale del Regno di Napoli.

### Gli anni della formazione
Portato per gli studi del latino, seguì con profitto gli studi sotto la guida dello zio, don Pasquale Palma, canonico e teologo della Cattedrale di Campli. Studiò inoltre la filosofia e i fondamenti della matematica con il pedagogo Michelangelo Cicconi che negli anni 1790-1792 insegnò nel Seminario di Campli. Quindi approfondì gli studi della matematica con l'abate Angeloni presso la badia di Corropoli; la storia, geografia e l'archeologia l'apprende grazie alla guida del barone Alessio Tulli. Il giovane Niccola mostra anche una vena poetica ed è seguito in questo filone da Francesco Filippi-Pepe spesso ospite in casa Palma. Nelle sue composizioni poetiche si firma Alcano Ladonio.
Fu anche appassionato di musica e studiò il clavicembalo e si esercitò nel canto. La famiglia Palma era molto religiosa. Il fratello maggiore di Niccola venne destinato al sacerdozio ma morì prematuramente mentre studiava nel Seminario di Ortona. Sarà Niccola a vestire gli abiti religiosi a soli 20 anni. Intanto nella sua casa di Campli Niccola seguitò a guidare gli studi dei tre fratelli minori e di altri amici. Nel 1798 si recò a Napoli per proseguire gli studi ma dopo poco tempo rientrò a Campli per esercitare il sacerdozio.

### Gli anni del sacerdozio
Il 2 agosto 1801 venne ordinato sacerdote, quindi si recò di nuovo a Napoli per conseguire, nel 1803, la laurea in diritto civile canonico.
Declinò l'incarico di Vicario generale di Capaccio (Salerno) quindi tornò a Campli. Ebbe l'incarico di esaminatore e consultore della diocesi di Ripatransone, di Montalto e della badia Nullis di Corropoli.
Fu Canonico della cattedrale di Campli. Nel 1808 fu ricevuto da Gioacchino Murat in qualità di deputato di Campli. Per le sue qualità e cultura, Palma fu scelto dal vescovo di Campli Crescii come maestro di teologia per tutto il clero. Attirò l'attenzione di mons. Nanni, vescovo di Teramo, che volle nominarlo canonico della Cattedrale Aprutina. Nel 1808 Niccola accetta l'incarico e si trasferisce con la famiglia a Teramo dove acquista tre fabbricati adiacenti, in quella che oggi è via Niccola Palma.
Il suo sarà un sacerdozio magisteriale e ministeriale dedicati sia alla predicazione e all'insegnamento, ma con uno spazio dedicato anche alla passione per la ricerca storica. Abbinò diverse mansioni: docente di filosofia e matematica nel Seminario Aprutino, membro del Giury per la sezione delle Scienze, assistente spirituale e predicatore nel conservatorio di San Carlo, predicatore in Duomo, consigliere scelto di Gaspare del Bufalo che in seguito diventerà santo. È Convisitatore durante le visite del vescovo Berrettini. Palma ha modo di far conoscere le ottime doti di oratoria.
Simpatizza per il governo napoleonico e per questo viene tenuto sotto controllo. Nel 1824 gli viene impedito ogni ministero ecclesiastico e civile.
Grazie alla sua poderosa pubblicazione dedicata alla storia di Teramo riceve riconoscimenti anche da fuori provincia. Diventa socio dell'Istituto di corrispondenza archeologica di Roma nel 1831; del Reale Istituto d'Incoraggiamento di Napoli nel 1835; delle Società economiche di Teramo nel 1833 e di L'Aquila nel 1836.    
Negli ultimi anni dovette rallentare il ritmo del suo lavoro a causa di problemi di salute. Si spense a Teramo il 20 ottobre 1840.

## Scritti

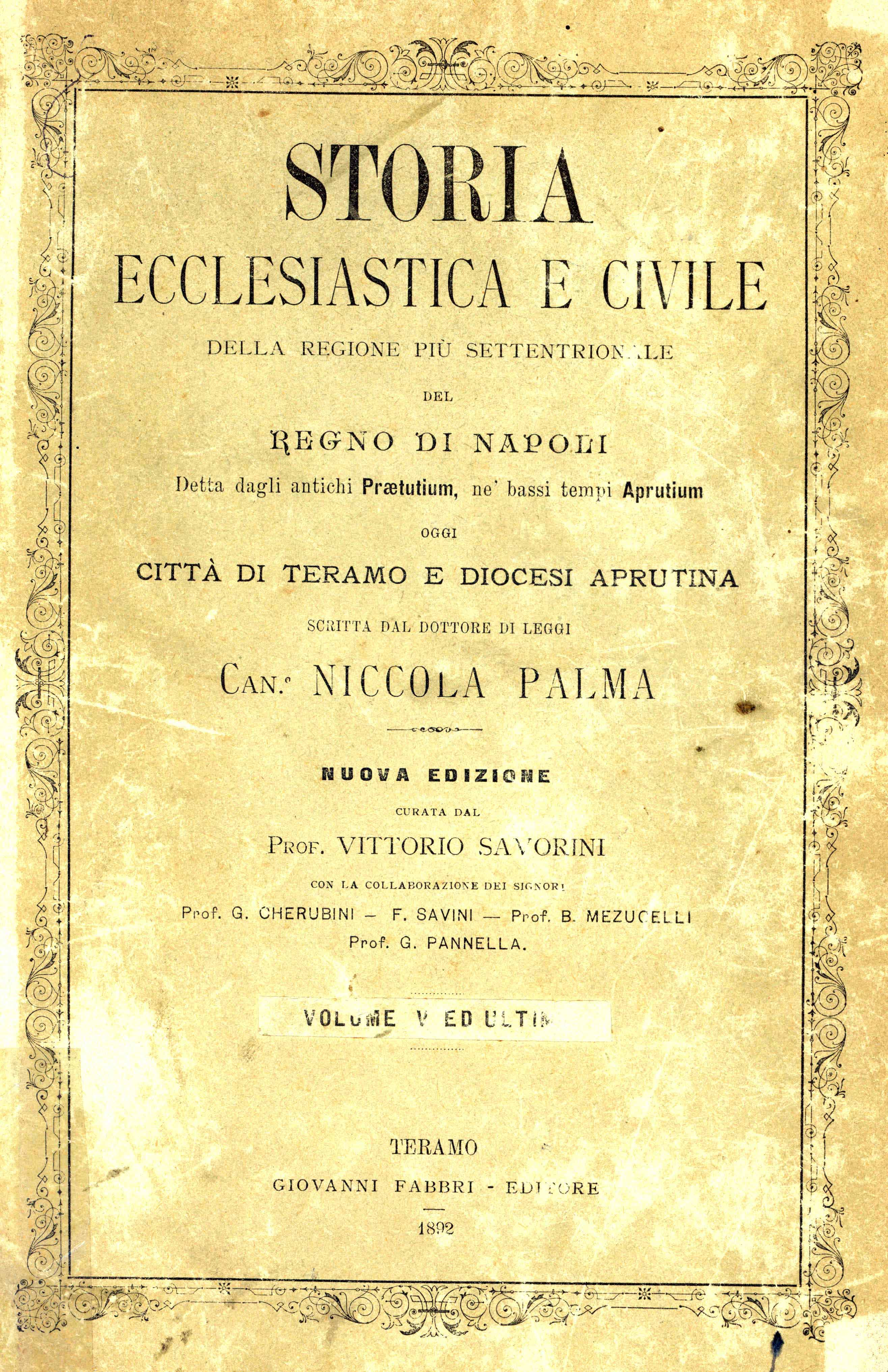
Copertina della seconda edizione della Storia di Teramo, stampata da Fabbri, 1890-1893

### La storia della città e diocesi di Teramo
- Storia ecclesiastica e civile della regione più settentrionale del Regno di Napoli. Detta dagli antichi Prætutium, ne' bassi tempi Aprutium oggi città di Teramo e Diocesi Aprutina, 5 voll., Teramo, presso U. Angeletti, 1832-1836; II edizione a cura di Vittorio Savorini e altri, 5 voll., Teramo, Tip. Giovanni Fabbri, 1890-1893; III edizione, 5 voll. Teramo, Cassa di Risparmio, 1978.

L'opera è la più importante prodotta dal Palma e rappresenta anche la pubblicazione storica più completa e documentata mai realizzata sulla storia di Teramo. Richiese all'autore un faticoso lavoro durato circa un trentennio. Numerosi gli archivi consultati: parrocchiali, civili e privati, oltre a una serie di contatti con amici e studiosi.
Pubblicata in 5 volumi editi negli anni 1832-1836, i primi tre volumi trattano la storia dai tempi antecedente ai Romani fino al 1833; il quarto volume è dedicato alle cronache degli edifici sacri; il quinto tratta la biografia degli uomini illustri.
L'opera fu ristampata in seconda edizione, con apparato critico, dall'editore Fabbri negli anni 1890-1893, a cura di Vittorio Savorini con la collaborazione dei grandi esponenti della cultura teramana come Gabriello Cherubini, Berardo Mezucelli, Giacinto Pannella e Francesco Savini. Una ristampa anastatica della prima edizione fu pubblicata dall'editore Forni di Bologna, nel 1971. Mentre nel 1972 Giulio Di Nicola pubblicava un Indice biografico e topografico della storia ecclesiastica e civile della città di Teramo e diocesi aprutina scritta dal Can. Nicola Palma, S. Gabriele dell'Addolorata, Tipografia ECO, 1972, prezioso indice analitico redatto sulla base della prima edizione e uscito in relazione alla pubblicazione della ristampa di Forni.
Una nuova edizione critica è stata prodotta nel periodo 1978-1981 dalla Cassa di Risparmio della Provincia di Teramo, a cura di Carino Gambacorta con la collaborazione di Clemente Cappelli, Benedetto Carderi, Giulio Di Francesco, Giulio Di Nicola, Adelmo Marino, Walter Mazzitti, Gerardo Miroballo, Marcello Sgattoni e Rino Faranda.
Legato a quest'ultima edizione è L'indice analitico ragionato, prodotto da Giulio Di Nicola ma rimasto poi inedito.
- Volume I. Dalle origini al XII secolo, su abruzzoinmostra.it.
- Volume II. Dal XIII secolo al XVI secolo, su abruzzoinmostra.it.
- Volume III. Dal 1530 al 1830, su abruzzoinmostra.it.
- Volume IV. Piccole cronache ecclesiastiche e civili, su abruzzoinmostra.it.
- Volume V. Notizie biografiche di uomini illustri e correzioni d'autore, su abruzzoinmostra.it.

### Altri scritti
- Festeggiandosi nella città di Campli l'avvenimento al trono delle Sicilie del principe Gioachino Napoleone ai 21 agosto 1808 giorno onomastico della M.S. discorso del canonico d. Niccola Palma, Napoli, Stamperia del Corriere, (1808?);
- Modo pratico per guadagnare le indulgenze della Scala Santa, Teramo, Tip. Angeletti, 1832;
- Carta Corografica del primigenio Pretuzio, in "Filologia Abruzzese", Chieti, a. I, n. 3, agosto 1836;
- Sunto della Storia di Teramo, in "Giornale Abruzzese di Scienze, Lettere e Arti", Chieti, vol. VII, 1838 (settembre pp. 129-141, ottobre pp. 3-16, novembre pp. 65-81, dicembre pp. 129-144);
- Catalogo dei vescovi aprutini e de' camplesi, con note ed aggiunte di Giacinto Pannella, Teramo, Tip. Giovanni Fabbri Editore, 1890.

## Carte e manoscritti
Le carte e i manoscritti appartenuti allo storico teramano sono conservati presso la Biblioteca regionale Melchiorre Dèlfico di Teramo. Furono studiati e descritti dallo storico Francesco Savini che ne produsse un accurato inventario a proprio uso.